# Hollywood Fats
Hollywood Fats, vlastním jménem Michael Leonard Mann, (17. května 1954 Los Angeles, Kalifornie, USA – 8. prosince 1986 Los Angeles) byl americký bluesový kytarista. Na kytaru hrál od dětství a již v mládí hrál po losangeleských klubech například s Shakeym Jakem Harrisem a Magic Samem. Přezdívku Hollywood Fats mu dali Buddy Guy a Junior Wells. V letech 1978 až 1980 hrál se skupinou Canned Heat. Hrál s mnoha dalšími hudebníky, mezi které patří například James Harman, John Lee Hooker, J. B. Hutto, Albert King a Muddy Waters. V roce 1979 vydal sólové album Hollywood Fats Band (později vydané v reedici jako Rock This House), na kterém jej doprovázel mj. Larry Taylor z Canned Heat. Ke konci života působil v kapele The Blasters. Zemřel na infarkt způsobený heroinem ve věku 32 let. Posmrtně vyšla řada koncertních a studiových nahrávek.

## Diskografie
- 1979: Hollywood Fats Band
- 1993: Rock This House
- 2002: Hollywood Fats Band
- 2006: Larger Than Life
- 2008: Hollywood Fats & The Paladins – Live 1985